# 御田植祭

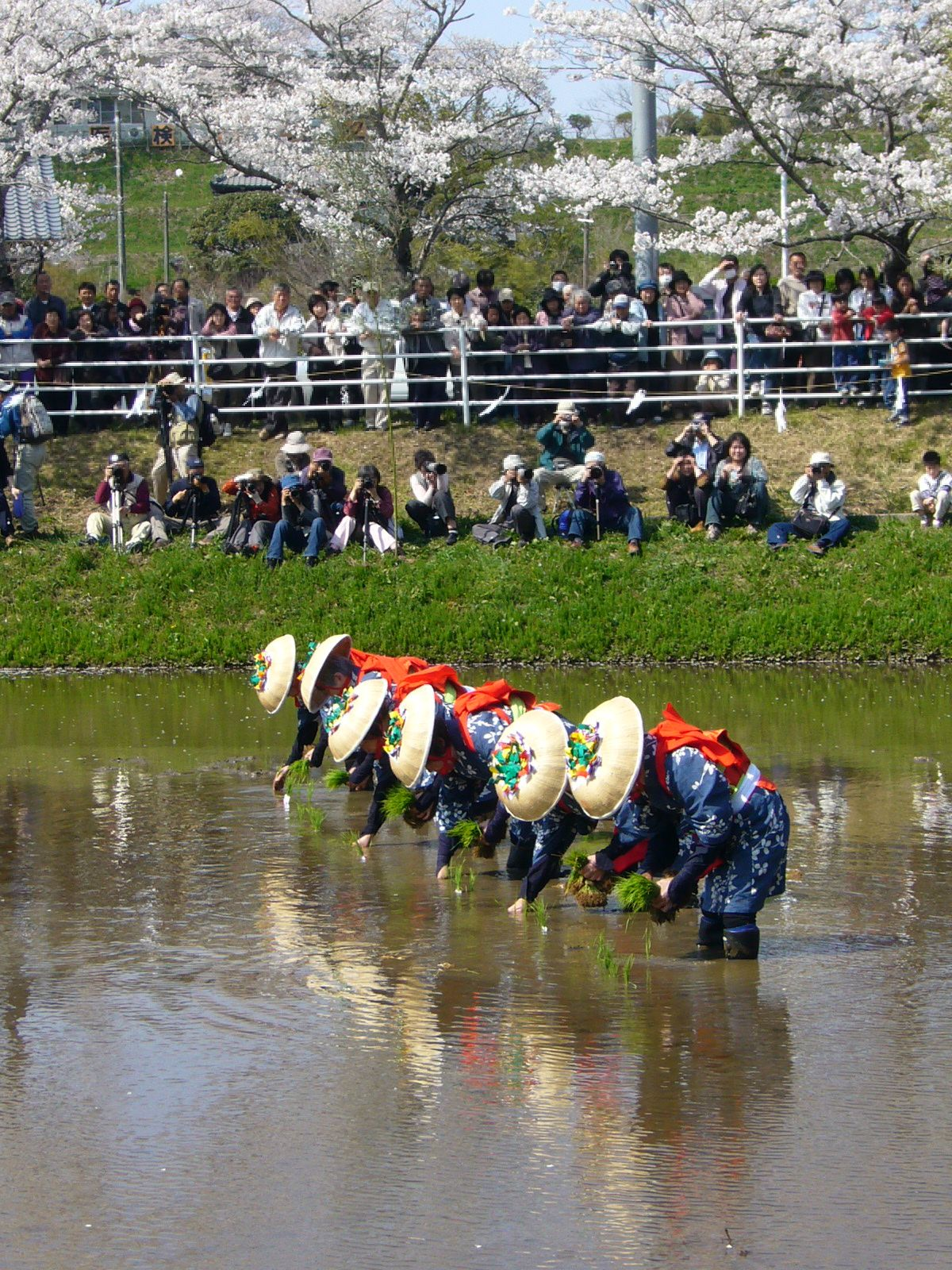
香取神宮御田植祭

御田植祭（おたうえまつり）は、寺社や皇室の領田で行われる行事である。

## 概要
農作業の工程を模擬的に演じ豊作を祈念する神事であり、実際に田植えの時期に行われるものを御田植祭と呼び、新春の予祝芸能を田遊びと呼ぶのが一般的であるが、田遊びを含め御田植祭と呼ばれることも多い。
この種の行事は全国に伝承されており、日本人と稲作との長く深い係わりを示すものとされる。地域によって行事を行う組織は異なるが、収穫までの全生産過程を演じる例は少なく、田植で終わる「御田植祭」が多いといわれる。

## 起源
苦しい田植えの作業を楽しくする方法として田植歌を歌いながら田植えをするという風習が、田の神を祀って豊穣を願う農耕儀礼と結びついて祭礼となったのが起源とされるが、歴史的には権門による勧農があり、その模倣や展開の結果として多くの地域で行われるようになったともいわれる。このため、地域を代表する古くからの寺社の年中行事として伝えられる場合が多く、いずれも農作業の工程を模擬的に演ずることが中心だが、地域ごとに種々の芸能の要素が伝えられ、特徴ある行事が伝承されている。

## 代表的な御田植祭

### 日本三大御田植
- 千葉県香取市香取の香取神宮の香取神宮御田植祭[1]
- 三重県志摩市の伊雑宮の御田植（磯部の御神田）（重要無形民俗文化財）[2]
- 大阪府大阪市住吉区住吉の住吉大社の住吉の御田植（重要無形民俗文化財）[1][2]

### その他の御田植
- 福島県東白川郡棚倉町八槻の都々古別神社の御田植（重要無形民俗文化財）
- 福島県喜多方市の慶徳稲荷神社の御田植祭（重要無形民俗文化財）
- 福島県大沼郡会津美里町の伊佐須美神社の御田植祭（重要無形民俗文化財）
- 埼玉県秩父市番場町の秩父神社の秩父神社御田植祭（埼玉県指定無形民俗文化財）
- 富山県射水市の下村加茂神社の御田植祭（富山県指定無形民俗文化財、2006年（平成18年）に「とやまの文化財百選（とやまの祭り百選部門）」に選定）
- 兵庫県姫路市広嶺山の広峯神社の御田植祭（姫路市指定無形民俗文化財）
- 岡山県岡山市北区一宮の吉備津彦神社の御田植祭
- 岡山県岡山市東区大多羅町の布施神社の御田植祭（岡山県指定重要無形民俗文化財）[3]
- 大分県杵築市の若宮八幡社の田植祭（大分県指定無形民俗文化財）